# Playing History 2 - Slave Trade
 (juillet 2023).
Playing History 2 - Slave Trade est un jeu éducatif pour Windows et MacOS développé et édité par Serious Games Interactive, et publié le 13 septembre 2013 sur la plateforme Steam. Le jeu se veut une expérience « ludo-éducative », enseignant aux joueurs la traite atlantique des esclaves.
Le jeu a suscité beaucoup de controverse pour son inclusion d'un mini-jeu "Slave Tetris", qui a ensuite été supprimé, et d'autres représentations de l'esclavage considérées comme offensantes
.

## Développement
Des versions gratuites des jeux de la série Playing History ont été diffusés sur le site internet de Serious Games Interactive.

## Système de jeu
Le personnage principal est un jeune esclave nommé Tim, qui doit aider son maître, un capitaine de navire négrier, à transporter 300 esclaves vers les Amériques. Le joueur doit piloter le navire négrier en collectant des objets qui permettent de récupérer de la nourriture, et en évitant les coups de vent. Slave trade incluait divers mini-jeux, dont un mini-jeu de type Tetris dans lequel le joueur devait "empiler" des esclaves dans le compartiment de stockage du navire. Ce mode de jeu a désormais été retiré. Le joueur peut également aider son maître à négocier avec les locaux pour réduire le prix des enfants esclaves, afin de gagner des points.

## Réception

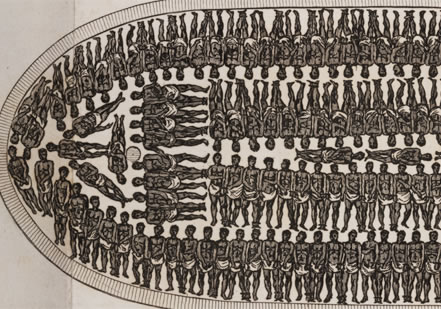
La représentation de "l'empilement" des esclaves dans des navires négriers (voir schéma historique) par un mini-jeu de type Tetris fut grandement critiqué

Au cours de la campagne du jeu sur Steam Greenlight, les utilisateurs ont fait part de leurs inquiétudes concernant le jeu, mais les développeurs du jeu ont défendu le min-jeu controversé "Slave Tetris". Plusieurs années après la date de sortie initiale du jeu sur Steam, un grand nombre d'utilisateurs se sont plaints que le jeu banalisait l'esclavage et le dédramatisait. Les développeurs du jeu ont supprimé le mini-jeu Slave Tetris et se sont excusés sur Steam. La bande-annonce du jeu a également été modifié.
Malgré cela, les critiques ont toujours condamné le jeu pour d'autres problèmes. Par exemple, les objets à collectionner pour obtenir de la nourriture étaient avaient pour icône des gâteaux et du vin, et le personnage le plus sympathique du jeu est un médecin blanc. Katherine Cross de Gamasutra a qualifié l'ensemble du jeu d'"échec lamentable et inutile à l'éducation" qui banalise l'esclavage, et a critiqué le PDG de Serious Games, Simon Egenfeldt-Neisen, du fait qu'il aurait blâmé les différences culturelles plutôt que la mauvaise qualité du jeu lui-même.

## Autres jeux de la série
Playing History - the Plague a lui reçu une critique positive d'Erik Champion dans son livre "Playing with the Past", dans lequel il fait l'éloge de ce "jeu amusant qui peut plaire aux jeunes".